# Lesiczowo (gmina)
Lesiczowo (bułg. Община Лесичово)  − gmina w południowo-zachodniej Bułgarii, w obwodzie Pazardżik.

## Miejscowości
Miejscowości wchodzące w skład gminy Lesiczowo:
- Borimeczkowo (bułg.: Боримечково),
- Cerowo (bułg.: Церово),
- Dinkata (bułg.: Динката),
- Kaługerowo (bułg.: Калугерово),
- Lesiczowo (bułg.: Лесичово) – siedziba gminy,
- Pamidowo (bułg.: Памидово),
- Sztyrkowo (bułg.: Щърково),